# Chhean Vam
Chhean Vam (ur. 1916, zm. 16 stycznia 2000) – kambodżański polityk.
Kształcił się we Francji, uzyskał licencjat z filozofii. Był działaczem założonej przez księcia Sisowatha Yuthevonga Partii Demokratycznej. Od 20 lutego do 14 sierpnia 1948 pełnił funkcję szefa rządu.